# Liste des épisodes de VRAK la vie

Cet article présente la liste des épisodes de la série télévisée québécoise VRAK la vie dans l'ordre de la première diffusion. VRAK la vie est une série télévisée québécoise qui est diffusée depuis le 28 août 2009 sur VRAK.TV. La chaîne a d'abord diffusé des capsules de la série pendant l'été sur sa webtélé. Cette série met en scène quatre étudiants : Pierre, Cathou, Phil et Magali . Pierre et Phil font souvent des niaiseries, Cathou adore la mode et Magali est souvent en train d'étudier. Par contre, les péripéties des quatre amis les mènent souvent vers la catastrophe.

## Sur le Web
1. 19 juin 2009 : Pierre, Phil, Cathou et Magali se préparent pour leurs examens.
2. 19 juin 2009 : Pierre, Phil, Cathou et Magali pensent à leurs vacances et préparent leurs C.V.
3. 26 juin 2009 : Pierre, Phil, Cathou et Magali se préparent pour aller camper.
4. 3 juillet 2009 : Pierre et Phil au Club Vidéo.
5. 10 juillet 2009 : Phil s'est acheté un vélo.
6. 21 juillet 2009 : Pierre et Phil en formation pour leur emploi d'été.
7. 24 juillet 2009 : Pierre et Phil en manèges.
8. 30 juillet 2009 : Pierre et Phil sèment la pagaille au travail.
9. 7 août 2009 : Pierre, Phil, Cathou et Magali à la piscine.
10. 14 août 2009 : Pierre et Phil apprécient la nature.
11. 21 août 2009 : Pierre, Phil, Cathou et Magali au Ciné Parc.

## 1resaison(2009-2010)
Diffusée sur VRAK.TV de 2009 à 2010.
| №  | #  | Titre de l’épisode                                         |
| -- | -- | ---------------------------------------------------------- |
| 1  | 1  | La rentrée                                                 |
| 2  | 2  | Session de photos                                          |
| 3  | 3  | Un nouvel emploi                                           |
| 4  | 4  | La campagne électorale                                     |
| 5  | 5  | La stagiaire                                               |
| 6  | 6  | Sortie au théâtre                                          |
| 7  | 7  | Achats compulsifs                                          |
| 8  | 8  | Remise en forme                                            |
| 9  | 9  | Défi : séduction (avec la participation de Rachid Badouri) |
| 10 | 10 | Halloween                                                  |
| 11 | 11 | Défi : être gentils                                        |
| 12 | 12 | Cours de karaté                                            |
| 13 | 13 | Les examens                                                |
| 14 | 14 | Spécial Rentrée                                            |
| 15 | 15 | Le retour des vacances                                     |
| 16 | 16 | Le bouton                                                  |
| 17 | 17 | Test d'endurance                                           |
| 18 | 18 | Club vidéo                                                 |
| 19 | 19 | La Saint-Valentin                                          |
| 20 | 20 | Le remplaçant du directeur                                 |
| 21 | 21 | Préparation aux examens                                    |
| 22 | 22 | L'invalide                                                 |
| 23 | 23 | Le grand ménage                                            |
| 24 | 24 | Échange étudiant                                           |
| 25 | 25 | Poisson d'avril                                            |
| 26 | 26 | Party de fin d'année                                       |

## 2esaison(2010-2011)
Diffusée sur VRAK.TV de 2010 à 2011.
| №  | #  | Titre de l’épisode                                                        |
| -- | -- | ------------------------------------------------------------------------- |
| 27 | 1  | Une rentrée romantique                                                    |
| 28 | 2  | Une surprise arithmétique                                                 |
| 29 | 3  | Souper romantique                                                         |
| 30 | 4  | Secourisme et gardiennage                                                 |
| 31 | 5  | Cours de musique                                                          |
| 32 | 6  | Employés et coincés au centre commercial                                  |
| 33 | 7  | Concours Miss Personnalité                                                |
| 34 | 8  | Cauchemar académique                                                      |
| 35 | 9  | Soirée cinéma                                                             |
| 36 | 10 | On travaille aux quilles                                                  |
| 37 | 11 | Émission de télévision (Avec la participation spéciale de Mariloup Wolfe) |
| 38 | 12 | Relaxer avant le spectacle                                                |
| 39 | 13 | Pompons et portes ouvertes                                                |
| 40 | 14 | On fait la grève                                                          |
| 41 | 15 | Une nuit à l'hôtel                                                        |
| 42 | 16 | Génies en herbe                                                           |
| 43 | 17 | On travaille à l'épicerie                                                 |
| 44 | 18 | Cours de conduite                                                         |
| 45 | 19 | De l'amour dans l'air                                                     |
| 46 | 20 | Party de Saint-Valentin                                                   |
| 47 | 21 | L'invité mystère                                                          |
| 48 | 22 | Cours de danse et Pierre devient directeur                                |
| 49 | 23 | Début de la fin                                                           |
| 50 | 24 | Cirque et dîner spaghetti                                                 |
| 51 | 25 | Première chicane                                                          |
| 52 | 26 | Des amis pour la vie                                                      |

## 3esaison(2011-2012)
Diffusée sur VRAK.TV de 2011 à 2012.
| №  | #  | Titre de l’épisode                | Première diffusion |
| -- | -- | --------------------------------- | ------------------ |
| 53 | 1  | Coma en folie                     | 1er septembre 2011 |
| 54 | 2  | L'accident de Mag                 | 8 septembre 2011   |
| 55 | 3  | Le garage et agence de rencontres | 15 septembre 2011  |
| 56 | 4  | Le cours de menuiserie            | 22 septembre 2011  |
| 57 | 5  | Le correspondant                  | 29 septembre 2011  |
| 58 | 6  | Phil vedette, Pierre se cherche   | 6 octobre 2011     |
| 59 | 7  | Phil le hot et la journaliste     | 13 octobre 2011    |
| 60 | 8  | La grande réconciliation          | 20 octobre 2011    |
| 61 | 9  | Halloween                         | 27 octobre 2011    |
| 62 | 10 | La tentation de Mag               | 3 novembre 2011    |
| 63 | 11 | École d'élite                     | 10 novembre 2011   |
| 64 | 12 | Carrière de Cathou                | 17 novembre 2011   |
| 65 | 13 | Pierre est mourant                | 24 novembre 2011   |
| 66 | 14 | Le mariage du coach               | 1er décembre 2011  |
| 67 | 15 | VRAK la vie, le film d'action     | 8 décembre 2011    |
| 68 | 16 | Le ravissant ravisseur            | 12 janvier 2012    |
| 69 | 17 | La grève des profs                | 19 janvier 2012    |
| 70 | 18 | La cage à Phil                    | 26 janvier 2012    |
| 71 | 19 | Réalité-VRAK                      | 2 février 2012     |
| 72 | 20 | Conventum de l'amour              | 9 février 2012     |
| 73 | 21 | Pierre le séducteur               | 16 février 2012    |
| 74 | 22 | La dépression du directeur        | 23 février 2012    |
| 75 | 23 | Enfermés au gym                   | 1er mars 2012      |
| 76 | 24 | Le défi cabochon                  | 8 mars 2012        |
| 77 | 25 | La garderie                       | 15 mars 2012       |
| 78 | 26 | Party de fin d'année 2            | 22 mars 2012       |

## 4esaison(2012-2013)
- Diffusée sur VRAK.TV depuis le 6 septembre 2012[1].

- Le 100e épisode a été diffusé sur VRAK.TV le jeudi 7 mars 2013.

| №   | #  | Titre de l’épisode             | Première diffusion |
| --- | -- | ------------------------------ | ------------------ |
| 79  | 1  | La rentrée                     | 6 septembre 2012   |
| 80  | 2  | La nouvelle voiture de Phil    | 13 septembre 2012  |
| 81  | 3  | La voyante                     | 20 septembre 2012  |
| 82  | 4  | Mag en amour et nouvelle école | 27 septembre 2012  |
| 83  | 5  | Le cours de superhéros         | 4 octobre 2012     |
| 84  | 6  | Evil Mag                       | 11 octobre 2012    |
| 85  | 7  | La thérapie de couple          | 18 octobre 2012    |
| 86  | 8  | Mag, l'extra-terrestre         | 25 octobre 2012    |
| 87  | 9  | La faillite de Cathou          | 1er novembre 2012  |
| 88  | 10 | Vice Versa                     | 8 novembre 2012    |
| 89  | 11 | Simplicité volontaire          | 15 novembre 2012   |
| 90  | 12 | Les marionnettes               | 22 novembre 2012   |
| 91  | 13 | Les fantômes de Noël           | 20 décembre 2012   |
| 92  | 14 | Le DVD du Coach                | 10 janvier 2013    |
| 93  | 15 | Les têteux de belle-mère       | 17 janvier 2013    |
| 94  | 16 | L'abri nucléaire               | 24 janvier 2013    |
| 95  | 17 | Aujourd'hui, c'est hier!       | 31 janvier 2013    |
| 96  | 18 | VLV 2299                       | 7 février 2013     |
| 97  | 19 | Vive les mariés                | 14 février 2013    |
| 98  | 20 | Le voyage au Mexique           | 21 février 2013    |
| 99  | 21 | Le recruteur                   | 28 février 2013    |
| 100 | 22 | Spécial 100e                   | 7 mars 2013        |
| 101 | 23 | 24 heures de l'art             | 14 mars 2013       |
| 102 | 24 | Gala de lutte                  | 21 mars 2013       |
| 103 | 25 | La famille reconstituée        | 28 mars 2013       |
| 104 | 26 | La Ronde                       | 4 avril 2013       |

## 5esaison(2013-2014)
- Diffusée sur VRAK.TV depuis le 5 septembre 2013[2].

| №   | #  | Titre de l’épisode               | Auteurs                                                                   | Réalisateur        | Première diffusion |
| --- | -- | -------------------------------- | ------------------------------------------------------------------------- | ------------------ | ------------------ |
| 105 | 1  | Le choc post-traumatique         | Pierre Hébert (Chef auteur), Pascal Mailloux, Kristine Metz & Julien Tapp | Guillaume Lonergan | 5 septembre 2013   |
| 106 | 2  | La dernière des rentrées         | Pierre Hébert (Chef auteur), Pascal Mailloux, Kristine Metz & Julien Tapp | Guillaume Lonergan | 12 septembre 2013  |
| 107 | 3  | L'appartement recherché          | Pierre Hébert (Chef auteur), Pascal Mailloux, Kristine Metz & Julien Tapp | Guillaume Lonergan | 19 septembre 2013  |
| 108 | 4  | La pendaison de crémaillère      | Pierre Hébert (Chef auteur), Pascal Mailloux, Kristine Metz & Julien Tapp | Guillaume Lonergan | 26 septembre 2013  |
| 109 | 5  | Magggali                         | Pierre Hébert (Chef auteur), Pascal Mailloux, Kristine Metz & Julien Tapp | Guillaume Lonergan | 3 octobre 2013     |
| 110 | 6  | Vive la reine                    | Pierre Hébert (Chef auteur), Pascal Mailloux, Kristine Metz & Julien Tapp | Guillaume Lonergan | 10 octobre 2013    |
| 111 | 7  | VRAK la vie 1028                 | Pierre Hébert (Chef auteur), Pascal Mailloux, Kristine Metz & Julien Tapp | Guillaume Lonergan | 17 octobre 2013    |
| 112 | 8  | La trilogie de la peur           | Pierre Hébert (Chef auteur), Pascal Mailloux, Kristine Metz & Julien Tapp | Guillaume Lonergan | 24 octobre 2013    |
| 113 | 9  | Phil, hôtesse de l'air           | Pierre Hébert (Chef auteur), Pascal Mailloux, Kristine Metz & Julien Tapp | Guillaume Lonergan | 31 octobre 2013    |
| 114 | 10 | Le divorce du directeur          | Pierre Hébert (Chef auteur), Pascal Mailloux, Kristine Metz & Julien Tapp | Guillaume Lonergan | 7 novembre 2013    |
| 115 | 11 | Les motards                      | Pierre Hébert (Chef auteur), Pascal Mailloux, Kristine Metz & Julien Tapp | Guillaume Lonergan | 14 novembre 2013   |
| 116 | 12 | Slumphil millionaire             | Pierre Hébert (Chef auteur), Pascal Mailloux, Kristine Metz & Julien Tapp | Guillaume Lonergan | 21 novembre 2013   |
| 117 | 13 | Les vacances de Noël             | Pierre Hébert (Chef auteur), Pascal Mailloux, Kristine Metz & Julien Tapp | Guillaume Lonergan | 19 décembre 2013   |
| 118 | 14 | Bye bye Maggg, bonne fête Mag!   | Pierre Hébert (Chef auteur), Pascal Mailloux, Kristine Metz & Julien Tapp | Guillaume Lonergan | 9 janvier 2014     |
| 119 | 15 | Les Olympiques                   | Pierre Hébert (Chef auteur), Pascal Mailloux, Kristine Metz & Julien Tapp | Guillaume Lonergan | 16 janvier 2014    |
| 120 | 16 | Le prof cool                     | Pierre Hébert (Chef auteur), Pascal Mailloux, Kristine Metz & Julien Tapp | Guillaume Lonergan | 23 janvier 2014    |
| 121 | 17 | La JAZ                           | Pierre Hébert (Chef auteur), Pascal Mailloux, Kristine Metz & Julien Tapp | Guillaume Lonergan | 30 janvier 2014    |
| 122 | 18 | La St-Valentin des célibataires  | Pierre Hébert (Chef auteur), Pascal Mailloux, Kristine Metz & Julien Tapp | Guillaume Lonergan | 6 février 2014     |
| 123 | 19 | Le paintball                     | Pierre Hébert (Chef auteur), Pascal Mailloux, Kristine Metz & Julien Tapp | Guillaume Lonergan | 13 février 2014    |
| 124 | 20 | Le comité du bal                 | Pierre Hébert (Chef auteur), Pascal Mailloux, Kristine Metz & Julien Tapp | Guillaume Lonergan | 20 février 2014    |
| 125 | 21 | Perdus en forêt                  | Pierre Hébert (Chef auteur), Pascal Mailloux, Kristine Metz & Julien Tapp | Guillaume Lonergan | 27 février 2014    |
| 126 | 22 | Les sondages                     | Pierre Hébert (Chef auteur), Pascal Mailloux, Kristine Metz & Julien Tapp | Guillaume Lonergan | 6 mars 2014        |
| 127 | 23 | La retraite du directeur         | Pierre Hébert (Chef auteur), Pascal Mailloux, Kristine Metz & Julien Tapp | Guillaume Lonergan | 13 mars 2014       |
| 128 | 24 | Camping sauvage                  |                                                                           |                    | 20 mars 2014       |
| 129 | 25 | Le bal de fin d'année - Partie 1 |                                                                           |                    | 27 mars 2014       |
| 130 | 26 | Le bal de fin d'année - Partie 2 |                                                                           |                    | 3 avril 2014       |

## 6esaison(2014-2015)
- Diffusée sur VRAK.TV depuis le 28 août 2014[3].

| №   | #  | Titre de l’épisode                 | Auteurs | Réalisateur | Première diffusion |
| --- | -- | ---------------------------------- | ------- | ----------- | ------------------ |
| 131 | 1  | La prison                          |         |             | 28 août 2014       |
| 132 | 2  | La rentrée scolaire                |         |             | 4 septembre 2014   |
| 133 | 3  | La dépression de Cathou            |         |             | 11 septembre 2014  |
| 134 | 4  | La vie des gens riches et célèbres |         |             | 18 septembre 2014  |
| 135 | 5  | Les tatas anonymes                 |         |             | 25 septembre 2014  |
| 136 | 6  | Monsieur Bonheur                   |         |             | 2 octobre 2014     |
| 137 | 7  | La télé communautaire              |         |             | 9 octobre 2014     |
| 138 | 8  | Vive le directeur                  |         |             | 16 octobre 2014    |
| 139 | 9  | La fin du monde                    |         |             | 23 octobre 2014    |
| 140 | 10 | Le parcours de bonbons maudit      |         |             | 30 octobre 2014    |
| 141 | 11 | La fanatique                       |         |             | 6 novembre 2014    |
| 142 | 12 | Spécial Western                    |         |             | 13 novembre 2014   |
| 143 | 13 | La journée historique              |         |             | 20 novembre 2014   |
| 144 | 14 | La compétition de majordomes       |         |             | 27 novembre 2014   |
| 145 | 15 | Noël en prison                     |         |             | 4 décembre 2014    |
| 146 | 16 | L'espionne chinoise                |         |             | 8 janvier 2015     |
| 147 | 17 | Vrak la parodie                    |         |             | 15 janvier 2015    |
| 148 | 18 | Grease ta vie                      |         |             | 22 janvier 2014    |
| 149 | 19 | À vos ordres, monsieur l'agent     |         |             | 29 janvier 2014    |
| 150 | 20 | Mélançon Inc.                      |         |             | 5 février 2015     |
| 151 | 21 | La Saint-Valentin du directeur     |         |             | 12 février 2015    |
| 152 | 22 | Mon peluchou d'amour               |         |             | 19 février 2015    |
| 153 | 23 | Cathou frôle la mort               |         |             | 26 février 2015    |
| 154 | 24 | Pierre déchiré en deux             |         |             | 5 mars 2015        |
| 155 | 25 | Tout le monde est naïf             |         |             | 12 mars 2015       |
| 156 | 26 | Le van in                          |         |             | 19 mars 2015       |
| 157 | 27 | Fais-moi peur                      |         |             | 26 mars 2015       |
| 158 | 28 | Les exams games                    |         |             | 2 avril 2015       |
| 159 | 29 | La nouvelle blonde à Phil          |         |             | 9 avril 2015       |
| 160 | 30 | The big finale                     |         |             | 16 avril 2015      |